# Alfons
Alfons je mužské jméno německého původu. Další variantou jména je Alfonz. Vzniklo ze staroněmeckého slova adalfuns a vykládá se jako ušlechtilý, vznešený, připravený k boji. Podle slovenského kalendáře má svátek 28. ledna.

## Domácké podoby
Domácké podoby jména Alfons zahrnují varianty jako Ali, Alfík, Alfonsek, Alf, případně též Fons či Foník. Mimochodem jméno Alf či Alfi je též poměrně častým psím jménem. Psí nositelé tohoto jména slaví svůj svátek 27. května.

## Alfons v jiných jazycích
- Slovensky, maďarsky: Alfonz
- Rusky, německy, polsky: Alfons
- Anglicky: Alphonso nebo Alfonso
- Francouzsky: Alphonse
- Španělsky: Ildefonso nebo Alonso nebo Alfonso
- Italsky: Alfonso
- Portugalsky: Afonso

## Známí Alfonsové
světci
- Alfons Maria z Liguori (1696–1787), katolický kněz, biskup, zakladatel kongregace redemptoristů
- Alfons z Ossoria

panovníci
- Alfons I. Aragonský (Válečník; 1073–1134), král navarrský a aragonský
- Alfons I. Asturský (Katolický; † 757), asturský král
- Alfons I. Portugalský (Dobyvatel; 1107–1185), hrabě portugalský
- Alfons II. Portugalský (1185–1223) – třetí portugalský král z dynastie burgundské
- Alfons III. Aragonský (Svobodomyslný; 1265–1291), král aragonský a valencijský
- Alfons IV. Portugalský (Statečný; 1291–1357), král portugalský
- Alfons V. Portugalský (1432–1481) – dvanáctý portugalský král z dynastie Avisů
- Alfons VI. Kastilský (1040–1109), král Kastílie
- Alfons VI. Portugalský (Vítězný; 1643–1683), portugalský král
- Alfons VII. Kastilský (1105–1157), král Leónu a Kastílie a hraběte barcelonský
- Alfons VIII. Kastilský (Vznešený; 1155–1214), král Kastílie
- Alfons IX. Leónský (1171– 1230), král Leónu a Galicie
- Alfons X. Kastilský (Moudrý; 1221–1284), král Kastilie a Leónu
- Alfons XI. Kastilský (Spravedlivý; 1311–1350), král Kastilie a Leónu
- Alfons XII. (1857–1885), král španělský
- Alfons XIII. (1886–1941), král španělský

hrabata, princové
- Alfons Anglický (1273–1284), hrabě z Chesteru a anglický následník trůnu
- Alfons Aragonský (1228–1260), aragonský infant
- Alfons Jordan z Toulouse, hrabě z Tripolisu, Toulouse, Rouergue a markýz provensálský
- Alfons Neapolsko-Sicilský (1841–1934), hrabě z Caserty a neapolsko-sicilský princ z dynastie Bourbon-Obojí Sicílie
- Alfons z Poitiers (1220–1271), hrabě z Poitiers a Toulouse, provensálský markýz
- Alfons Portugalský (1263–1312), portugalský infant
- Alfons Portugalský (1509–1540), portugalský infant

ostatní
- Alfons Breska – český básník a překladatel
- Alfons von Czibulka – česko-rakouský spisovatel a malíř
- Alfons Gabriel – rakouský geograf a cestopisec
- Alfons Mucha – český malíř období secese